# ماریا خفالیبوگ
ماریا تِـرِسا خِـفالیبوگ-کوپیچینسکا (لهستانی: Maria Teresa Chwalibóg-Kopiczyńska؛ ۴ فوریهٔ ۱۹۳۳ – ۱۵ مارس ۲۰۲۴) بازیگر اهل لهستان بود.
از فیلم‌ها یا مجموعه‌های تلویزیونی که وی در آن‌ها نقش داشته است، می‌توان به مادر یوآنای فرشتگان، زیبا و ثروتمند بودن بهتر است، زنی تنها، کورچاک و انگشتری با نشان عقاب تاج‌دار اشاره نمود.‌